# Can Famades
Can Famades és una masia del municipi de Cornellà de Llobregat (Baix Llobregat) inclosa en l'Inventari del Patrimoni Arquitectònic de Catalunya.

## Descripció
Es tracta d'una masia de planta quadrada coberta amb teulada a quatre aigües, correspon al tipus III-1 de l'esquema de Danés i Torras.
Té una costa de planta baixa, pis i golfes. Aquestes constitueixen una filera d'arcades de mig punt, a manera de pòrtic, en la part de la façana. Les seves característiques són molt similars a les d'una altra masia "noble" de Cornellà: Can Vallhonrat. Can Famades està construïda en pedra de mida mitjana als murs, i gran i ben escairada a les cantonades i a les dovelles de la porta principal de mig punt, així com a les portes rectangulars laterals i a les finestres de tot de l'edifici. Les pedres dels murs apareixen força regulars i gairebé seques al primer pis, a partir del segon es tornen més irregulars i molt més barrejades amb argamassa de calç, per això estan recobertes per un arrebossat que imita carreus.

## Història
Els Famades eren una de les 10 o 12 famílies que cap al 1150-1170 integraven el consell local o parroquial que regia el terme de l'Hospitalet i que cada any designaven, entre ells, els tres jurats. També hi havia uns Famades l'any que es va construir el tercer terraplè per protegir la Marina de les inundacions del Llobregat i en aquella generació (1603-1617) que va atorgar carta de ciutadania a tots els caps de casa del terme. Van ser integrants els anomenats "patricis" que, imitant els Oliver, varen arrendar les masies (la dels Famades en aquell moment estava prop del torrent Gornal) per alçar casa a la Pobla entre els segles xvi i xvii, prop del camí ral (que avui pertany a Cornellà). L'actual Can Famades té unes inscripcions al seu interior amb les dates 1763-1769 però els orígens de l'edificació són del segle xvii.